# Kathleen Mavourneen (film 1913 Brabin)
Kathleen Mavourneen è un cortometraggio muto del 1913 diretto da Charles Brabin. Il regista firma anche la sceneggiatura del film che pare essere tratto da un lavoro teatrale di Dion Boucicault.
Kathleen Mavourneen è il titolo di una canzone irlandese musicata nel 1837 da Frederick Crouch su testo di Marion Crawford, canzone diventata popolare negli Stati Uniti durante la guerra civile americana.

## Trama
Insidiata da un ricco possidente, la povera e bella Kathleen Mavourneen trova aiuto e protezione in Terence O'More.

## Produzione
Il film fu prodotto dalla Edison Company.

## Distribuzione
Distribuito dalla General Film Company, il film - un cortometraggio in una bobina - uscì nelle sale cinematografiche statunitensi il 17 marzo 1913.